# Салас, Маргарита
Маргарита Са́лас Фальге́рас (исп. Margarita Salas Falgueras; 30 ноября 1938, Вальдес, Астурия — 7 ноября 2019, Мадрид) — испанский биолог, биохимик и молекулярный биолог, исследовательница вируса Bacillus phage phi29.
Член Испанской королевской академии наук (1988) и Королевской академии испанского языка (2003), иностранный член НАН США (2007), доктор наук (1963), почётный профессор Высшего совета по научным исследованиям Испании (CSIC).

## Биография
Маргарита Салас родилась в 1938 году в семье врача и учительницы. Окончила Мадридский университет Комплутенсе по химии и там же получила докторскую степень. Свою карьеру начала проведя три года в нью-йоркской лаборатории нобелевского лауреата Северо Очоа, оказавшего на неё большое влияние. В 1967 году возвратилась на родину, где создала первую в Испании исследовательскую группу в области молекулярной генетики. На протяжении 24 лет преподавала молекулярную биологию в альма-матер.
Член Европейской академии наук и искусств и Американской академии искусств и наук (2005), EMBO (1980) и Американской академии микробиологии (1996), почётный академик Royal European Academy of Doctors, член AcademiaNet (2013).
Первая испанская женщина, избранная иностранным членом НАН США.
Написала более 300 публикаций в международных журналах и книгах, является научным руководителем 28 докторских диссертаций.
Состояла в браке с учёным Эладио Виньюэлой.
Скончалась 7 ноября 2019 года.

## Награды и отличия
- Carlos J. Finlay Prize for Microbiology[англ.] (1991)
- Rey Jaime I prize (1994)
- Premio México de Ciencia y Tecnología[англ.] (1998)
- L'Oréal-UNESCO Award for Women in Science (2000)
- Premio Lección Conmemorativa Jiménez Díaz[исп.] (2008)
- Excellency Award in Chemistry, Consejo General de Colegios Oficiales de Químicos de España (2014)
- Medalla Echegaray[исп.] (2016)
- European Inventor Award?! (2019, в двух категориях «Lifetime Achievement» и «Popular Award»)[13][14]

Почётный доктор Autonomous University of Barcelona (2018) и Мадридского университета имени Карла III (2018).